# Pupieno
Marco Clodio Pupieno Máximo  (c. 164-238) fue un emperador romano del siglo III, elevado al trono por el Senado con Balbino en oposición a Maximino el Tracio. Tomó el nombre imperial de emperador César Marco Clodio Pupieno Máximo Augusto.  Apenas estuvo unos meses en el trono.

## Familia
La familia de Pupieno es muy poco conocida. Según Barbieri, descendía de los Clodios Pulcros republicanos.
Tuvo al menos dos hijos: Marco Pupienio Africano, que alcanzó el consulado en el año 236, y Tito Clodio Pupieno Pulcro Máximo, que fue cónsul suffectus en un año desconocido.

## Carrera
Pupieno nació alrededor del año 164. Empezó su carrera con el apoyo de Septimio Severo y se supone que ocupó varios puestos importantes como gobernador en Narbonense y Asia Menor.
Aparece como cónsul en 217 y 234 y a partir de 230 lidera como prefecto la administración de la ciudad de Roma. Probablemente gobernó con mano dura que le hizo muy impopular entre la ciudadanía.
Durante la rebelión de los Gordianos contra el gobierno de Maximino el Tracio es elegido como encargado de la defensa de Italia. Tras la muerte de Gordiano I y de Gordiano II el Senado se reunió en sesión cerrada en el Templo de Júpiter y nombró a Pupieno y Balbino como coemperadores, aunque pronto fueron forzados a adoptar a Gordiano III como colega.

## Reinado

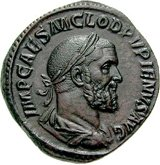
Sestercio de Pupieno.

El corto reinado de los dos emperadores es caracterizado por la desconfianza mutua y la desconfianza del pueblo de Roma hacia los emperadores. Tuvieron que ser protegidos del pueblo por una guardia personal improvisada tras la reunión del senado que les nombró emperadores. La ira del pueblo se debía probablemente a la época de Pupieno como prefecto. 
Después Pupieno, a quien los historiadores describieron como siempre de mal humor, se dedicó al liderazgo de la lucha contra Maximino mientras que Balbino se dedicaba a la administración del estado. Aun antes de poder conseguir las tropas necesarias para la guerra le llegó la noticia que Maximino había sido asesinado por sus propios soldados. Después se dirigió rápidamente a Rávena, el lugar de los hechos, y terminó la guerra disolviendo simplemente los dos ejércitos.
Entró en marcha triunfal en Roma. Estas ovaciones llevaron a la ruptura entre los dos emperadores.

## Muerte
El hecho de haberse equipado durante su estancia como gobernador en Germania de una guardia de germanos tuvo un desenlace fatal para Pupieno y su compañero Balbino. Los pretorianos se sentían relegados por este hecho. Así que irrumpieron en el palacio durante una discusión entre los dos emperadores y mataron a ambos. Como nuevo emperador fue proclamado Gordiano III, nieto de Gordiano I, que había sido adoptado anteriormente por los dos emperadores.